# یاریش باکر
یاریش باکر (هلندی: Jarich Bakker؛ زادهٔ ۲۹ مارس ۱۹۷۴) دوچرخه‌سوار اهل هلند است.